# Créoles à base lexicale anglaise
Les créoles à base lexicale anglaise, parfois appelés créoles anglais, sont un ensemble de langues créoles issues de l'anglais et formées majoritairement durant l'expansion coloniale britannique

## Localisations

### Amériques
- Colombie;  : Créole de San Andrés et Providencia
- États-Unis ( Caroline du Sud et  Géorgie) : Gullah
- Jamaïque : Créole jamaïcain
- Belize : Kriol
- Suriname et  Guyane : Aluku ; Ndjuka ; Kwinti ; Paramaca ; Saramaka ; Sranan
- Guyana : Créole guyanien

### Afrique
- Cameroun : Pidgin camerounais
- Nigeria : Pidgin nigérian
- Sierra Leone : Krio
- Liberia : Créole libérien

### Pacifique
- Australie : Créole australien
- États-Unis ( Hawaï) : Créole hawaïen
- Île Norfolk : Norfolk
- Papouasie-Nouvelle-Guinée : Tok pisin
- Îles Pitcairn : Pitcairnais
- Îles Salomon : Pijin
- Vanuatu : Bichelamar